# 班納鎮區 (愛荷華州伍德伯里縣)
班納鎮區（英語：Banner Township）是位於美國愛荷華州伍德伯里縣的一個行政鎮區。

## 地方資料
根據2010年美國人口普查的數據，班納鎮區的面積為93.26平方千米，當中陸地面積為93.16平方千米，而水域面積為0.10平方千米。當地共有人口1193人，而人口密度為每平方千米12.79人。